# Зус и настоящая девушка
«Зус и настоящая девушка» (англ. Soos and the Real Girl) — 5 серия 2 сезона американского мультсериала «Гравити Фолз».

## Сюжет
Мэйбл бегает и случайно врезалается в дверь, из-за чего у неё застревают брекеты. Но, Зус спасает её, после чего уходит домой играть в видеоигры. Во время игры, Бабулита говорит, что у его кузена Рэджи помолвка, и просит найти девушку, чтобы пойти вместе с ней на помолвку. Зус обещает найти девушку до конца недели. После чего он пытается познакомиться с девушкой в Хижине Чудес, но у него ничего не получается. Диппер и Мэйбл решили помочь, но история повторилась.
В это время дядя Стэн выбрасывает старика-старателя и случайно заходит в пиццерию, в которой аниматроники привлекают детей песней и таким образом зарабатывают деньги. Стэн хочет купить аниматроника-барсука, но ему отказывают, и тогда он решает украсть его.
В это время Зус находится в торговом центре и с помощью близнецов пытается познакомиться с девушкой. Вдруг он увидел своего кузена с девушкой, и, чтобы спрятаться, забежал в магазин компьютерных игр, где взор Зуса пал на игру «Академия романтики 7», которую продавец не рекомендует брать, так как игру уже возвращали 3 раза, но Зус всё-таки её купил. Придя домой он садится играть, однако шнур компьютера не был подключён в розетку — игра может овладевать техникой, чем активно пользуется в дальнейшем. Утром Диппер и Мэйбл отрывают его от 13 часов игры, после чего предлагают познакомиться с настоящими девушками в торговом центре. После неудачных попыток знакомства с девушками, Зус проходит мимо магазина телевизоров и замечает в одном из них Гиффани — девушку из игры. После недолгого разговора с персонажем из игры, Зус решает расслабиться и идёт кататься на детском паровозике. К нему подходит девушка по имени Мелоди, они знакомятся и Зус приглашает её на свидание, сам не понимая этого.
Близнецы это увидели и радуются за его успехи. Потом Зус приходит домой и пытается объяснить Гиффани, что у него с ней ничего не получится. Она впадает в ярость и грубит Зусу. Он ставит игру на паузу, кладёт диск в карман и решает вернуть его в магазин после свидания с Мелоди.
В это время Стэн пытается похитить аниматроника-барсука. Во время свидания Зус видит в игровом автомате Гиффани, и сказав, что идёт в туалет, он отошёл к Дипперу и Мэйбл. После объяснения ситуации в это время началось представление аниматроников, а Гиффани овладела ими и пытается захватить Диппера, Мэйбл и Мелоди. Аниматроник-барсук напал и на Стэна, но его спас старик-старатель, лежащий в мусорном баке. Гиффани уговаривала Зуса остаться с ней, предлагая загрузить его разум в игру, но он сжёг диск и освободил друзей. В титрах Стэн веселится вместе со стариком-старателем в Лас-Вегасе.

## Вещание
В день премьеры эпизод посмотрели 837 тысяч человек.

## Отзывы критиков
Обозреватель развлекательного веб-сайта The A.V. Club Аласдер Уилкинс поставил эпизоду оценку «B-», отметив, что «эпизод использует старый трюк из ситкомов — придать устоявшимся и вновь появившимся персонажам до жути похожие интересы, вкусы и мнения, но то, что возвышает Мелоди над этим клише является её особой точкой зрения». Главной проблемой эпизода критик называет персонажа Гиффани, так как «её основной концепцией является разумный, убийственный искусственный интеллект». В итоге, эпизод, по мнению критика, «не доходит до величия предыдущих серий».